# ستي بنت سعد
ستّي بنت سعد (بالسواحيلية: Siti binti Saad) ـ (1880 - 1950) مطربة زنجبارية تعد من رائدات لون الطرب الموسيقي في شرق أفريقيا، ومن رموز الموسيقى والغناء السواحيلي. يحلو للبعض تشبيهها بمعاصرتها المصرية أم كلثوم.
تفردت ستي بنت سعد بكونها من أوائل النساء اللاتي برزن في موسيقى الطرب، كما كانت أول امرأة في شرق أفريقيا تسجّل ألبومًا غنائيًا، وكانت من أوائل من أدّوا هذا اللون من الغناء بالسواحيلية بعد أن كان سابقوها يؤدونه بالعربية.
بلغت ستي بنت سعد أوج نجوميتها في الفترة من سنة 1928 إلى وفاتها سنة 1950، وسجلت في هذه الفترة حوالي 150 أسطوانة غرامفون، وجابت بلدان شرق أفريقيا في الثلاثينيات والأربعينيات من القرن العشرين، وغنت في كل من كينيا وتنجانيقا وزنجبار، وزارت بومباي ـ التي كانت عاصمة الهند آنذاك ـ لتسجيل ألبومها، لعدم وجود إمكانات تسمح بذلك في بلادها في ذلك الوقت.
فتحت ستي بنت سعد الباب للمزيد من النساء لغناء الطرب، بعد أن كان هذا اللون من الغناء مقصورًا على الرجال فقط قبل ظهورها.